# Talog voćnog vina
Talog voćnog vina je istaloženi ostatak u posudama s voćnim vinom nakon fermentacije, za vrijeme odležavanja i dozrijevanja voćnog vina i dopuštenih postupaka bistrenja i taloženja, kao i ostatak dobiven filtriranjem ili centrifugiranjem voćnog vina. Talog voćnog vina je i ostatak nakon bistrenja i taloženja voćnog mošta kao i ostatak dobiven filtriranjem i centrifugiranjem voćnog mošta. Zabranjena je proizvodnja voćnog vina od komine ili taloga.